# Skipaltasjön
Skipaltasjön är en sjö i Hylte kommun i Småland och ingår i Nissans huvudavrinningsområde. Sjön är 3,3 meter djup, har en yta på 0,674 kvadratkilometer och befinner sig 159 meter över havet. Vid provfiske har abborre, braxen, gädda och mört fångats i sjön.

## Delavrinningsområde
Skipaltasjön ingår i det delavrinningsområde (632872-136074) som SMHI kallar för Utloppet av Jällunden. Medelhöjden är 167 meter över havet och ytan är 56,65 kvadratkilometer. Räknas de 2 avrinningsområdena uppströms in blir den ackumulerade arean 69,24 kvadratkilometer. Färgån (Gussboån) som avvattnar avrinningsområdet har biflödesordning 2, vilket innebär att vattnet flödar genom totalt 2 vattendrag innan det når havet efter 78 kilometer. Avrinningsområdet består mestadels av skog (67 procent). Avrinningsområdet har 9,61 kvadratkilometer vattenytor vilket ger det en sjöprocent på 16,9 procent.